# Serhij Troń
Serhij Mikołajowicz Troń (ukr. Сергій Миколайович Тронь, ur. 18 września 1984) – ukraiński przedsiębiorca, inwestor i założyciel firmy „White Rock Management”, właściciel franczyzy największej publikacji branżowej Bitcoin Magazine na Ukrainie i w krajach Europy Wschodniej.

## Życiorys
Urodził się 18 września 1984 roku w Kaminśke w obwodzie dniepropietrowskim. Absolwent Dnieprodzierżyńskiego Państwowego Uniwersytetu Technicznego na kierunku inżynieria mechaniczna.
Drugie wykształcenie wyższe otrzymał na Narodowym Uniwersytecie Prawa im Jarosława Mądrego, magister prawa.

## Kariera
Karierę rozpoczynał w branży rafinacji ropy naftowej, handlu hurtowego paliwami oraz transportu samochodowego. W 2006 roku kierował LLC „ST-Trans” w mieście Kamianske. W 2009 roku założył „Ekooil” LLC (Donieck) do produkcji ropy naftowej i produkcji produktów rafinacji ropy naftowej.
W 2012 roku założył firmę „Global Financial Management Group”, która zajmuje się handlem hurtowym i doradztwem.
W 2016 roku rozpoczął działalność w obszarze krypto-finansów, zakładając szereg spółek IT, które w 2018 roku połączyły się w „White Rock Management” – pionowo zintegrowany holding specjalizujący się w tworzeniu wielofunkcyjnych centrów danych na całym świecie i inwestowanie w technologie sztucznej inteligencji, przetwarzanie strumieniowe, renderowanie i blockchain. Oddziały holdingu są otwarte w USA i Szwecji. W USA White Rock Management planuje otworzyć nowe centrum danych.
„White Rock Management” przystąpił do inicjatywy Crypto Climate Accord, której celem jest osiągnięcie zerowej emisji CO2 w branży kryptograficznej. Ponadto firma wspiera protokół Sustainable Bitcoin Protocol („zielony” protokół certyfikacji bitcoin), który uzyskają górnicy korzystający z energii odnawialnej.
W 2021 roku Serhij Troń został wydawcą Bitcoin Magazine na Ukrainie oraz w krajach Europy Wschodniej i Azji Środkowej. Bitcoin Magazine to największa i najbardziej autorytatywna publikacja o Bitcoin na świecie, założona w 2012 roku. Każdego roku prawie 12 milionów ludzi czyta Bitcoin Magazine, słucha jego podcastów i ogląda jego filmy. W 2021 roku publikacja zaczęła działać na Ukrainie, jesienią 2022 roku zostało otwarte biuro Bitcoin Magazine Ukraine.